# 투오네타르
투오네타르(핀란드어: Tuonetar tuo̯netɑr[*])는 핀란드 신화 속 투오넬라의 여왕이다. 남편 투오니와 함께 투오넬라를 다스리는 것으로 묘사된다.
칼레발라 제16절에서 배이내뫼이넨이 투오넬라에 나타난다. 투오네타르는 기뻐하며 배이내뫼이넨에게 황금 잔에 담긴 맥주를 권한다. 하지만 그가 자세히 본 결과, 그 맥주는 개구리 알, 독사, 도마뱀, 벌레로 만든 검은 독이었다. 투오네타르와 투오니의 아이들만이 투오넬라를 떠날 수 있도록, 한 사람이 '망각의 맥주'로 알려진 술을 마실 경우 자신이 존재한다는 사실을 잊고 산 자의 땅으로 돌아갈 수 없게 된다.
배이내뫼이넨이 투오네타르에게 그가 찾고 있는 세 가지 마법의 단어를 밝히라고 요청하자 투오네타르는 거부한다. 그러고는 배이내뫼이넨이 투오넬라를 살아서 떠나는 것을 내버려 두지 않겠다고 맹세한다. 그 다음 투오네타르는 마술 지팡이로 배이내뫼이넨를 재우고, 배이내뫼이넨이 투오니강으로 탈출하려는 것을 잡기 위해 손가락이 3개인 아들에게 철과 구리로 그물을 짜도록 한다. 배이내뫼이넨은 뱀으로 변해 그물망 사이로 헤엄쳐 탈출에 성공하고, 칼레발라로 돌아와 사람들에게 투오넬라에 빠지지 않도록 죄를 짓지 말라고 경고한다.
투오네타르는 죽음의 처녀이자 지하 세계의 여신으로 인식되며, 키푸튓퇴(Kipu-Tyttö), 키부타르(Kivutar), 밤마타르(Vammatar), 칼마(Kalma) 및 로비아타르뿐만 아니라 수많은 역병, 질환, 악마 및 괴물의 어머니이다.